# العنف السياسي في تركيا (1976–1980)
تحول العنف السياسي إلى مشكلة جديّة في أواخر سبعينيات القرن الماضي حتى أنه وُصف «بالحرب المصغرة». أسفر الصراع بين فرق الموتِ خاصة الجماعات القومية التركية اليمينية المتطرفة، بالتحالف مع الدولة في بعض الأوقات، ومقاومة المعارضة اليسارية عن نحو 5.000 ضحية. كان معظم الضحايا يساريين. انخفض مستوى العنف لبعض الوقت بعد انقلاب عام 1980 في تركيا حتى اندلاع الصراع الكردي التركي في عام 1984.

## خلفية
في عام 1975، أعقبَ سليمان دميريل، رئيس حزب العدالة المحافظ، بولنت أجاويد، رئيس حزب الشعب الجمهوري الديمقراطي الاجتماعي، في منصب رئيس الوزراء. شكّل تحالفًا، هو جبهة وطنية، مع حزب السلامة الوطني بقيادة نجم الدين أربكان، وحزب الحركة القومية اليميني المتطرف (بالتركية: إم إتش بّي) بقيادة ألب أرسلان توركش. استغل إم إتش بّي الفرصة لاختراق أجهزة أمن الدولة، مفاقمًا بذلك الحرب منخفضة الشدة التي كانت تُخاض بين الفصائل المتناحرة تفاقمًا خطرًا.
لم يفُز أحدٌ بانتخابات عام 1977. أبقى دميريل بدايةً التحالف مع الجبهة الوطنية، لكن في عام 1978، تسلّم أجاويد الحكم ثانيةً بمساعدة بعض النواب الذين كانوا قد غيروا الحزب. في عام 1979، تسلّم دميريل منصب رئيس الوزراء ثانيةً. في نهاية السبعينيات، كانت تركيا في وضع متقلقل تصاحبه مشكلات اقتصادية واجتماعية عالقة وتواجه إضرابات واسعة النطاق وشللًا جزئيًا في السياسة البرلمانية (كان البرلمان التركي عاجزًا عن اختيار رئيس خلال ستة الأشهر السابقة للانقلاب).
منذ عام 1969، صعّب التمثيل النسبي تحصيل الأغلبية البرلمانية من طرف حزب واحد. تعارضت مصالح البرجوازية الصناعية، التي كانت مهيمنة اقتصاديًا، مع طبقات اجتماعية أخرى، مثل الصناعيين الصغار والتجار ووجهاء الريف وملاك الأراضي، الذين لم تكن مصالحهم متوائمة دائمًا فيما بينهم. أعيقت أعداد كبيرة من الإصلاحات الزراعية والصناعية التي سعَت من أجلها أقسام من الطبقة الوسطى العليا على أيدي آخرين. بدا السياسيون عاجزين عن محاربة العنف النامي في البلاد.

## تسلسل الأحداث
اندلع عنفٌ سياسي لم يسبق له مثيل في تركيا في أواخر سبعينيات القرن الماضي. قُدر عدد القتلى النهائي في السبعينيات بنحو 5.000، نحو عشر اغتيالاتٍ في اليوم تقريبًا. كان معظمهم أعضاء في المنظمات السياسية اليسارية واليمينية، التي كانت منخرطة في قتال مرير آنذاك. ادعى تنظيم الذئاب الرمادية المتطرف، وهو تنظيم الشباب خاصة (MHP)، أنه كان يدعم قوى الأمن. وفقًا لمجلة سيرتشلايت البريطانية، ففي عام 1978 حدث 3.319 هجوم فاشتسيّ، قُتل فيها 831 وجُرح 3.121. في المحاكمة المركزية ضد المنظمة اليسارية ديفريمجي يول (الطريق الثوري) في محكمة أنقرة العسكرية، سجل المُتهَمون 5.388 عملية قتل سياسية قبل الانقلاب العسكري. كان من بين الضحايا 1.296 يميني و2.109 يساري. لم يكن من الممكن نسبُ البقية نسبًا واضحًا. بعض الحوادث البارزة هي مذبحة باهتشيليفلر في عام 1978، ومذبحة ميدان تقسيم في عام 1977 التي سقط فيها 35 ضحية ومذبحة مرعش في عام 1978 التي سقط فيها نحو 100 ضحية. أُعلن القانون العرفي عقب مذبحة مرعش في 14 من المحافظات (التي كانت) 67 في ديسمبر من عام 1978. في وقت الانقلاب، مُدّ القانون العربي إلى 20 محافظة.
حذّر نوري جونديش من جهاز الاستخبارات الوطنية (إم آي تي) أجاويد من الانقلاب المُحدق في يونيو من عام 1979. أخبر أجاويد آنذاك وزير الداخلية عرفان أوزايدينلي، الذي أخبر سيدات سيلاسون، أحد الجنرالات الخمسة الذين قادوا الانقلاب. ونتيجة لذلك، حُطّ من رتبة نائب وكيل الوزارة نهاد يلدز إلى قنصلية لندن وحل محله فريق.

## الانفصاليون الأكراد
كانت المجموعات اليمينية معارضة للقومية الكردية. كانت أعداد متفاوتة من الأكراد جزءًا في المجموعات اليسارية. كان معظم اليسار من القوميين الأتراك أيضًا ومعارضًا للانفصالية. قبل انقلاب عام 1980، ارتُكب الانفصاليون القليل من أعمال العنف، لكنها تزايدت.